# Kancóna
Kancóna (výjimečně a zastarale kanzóna, kanzona nebo kancion), z italského canzone, „píseň“, pro různé národní varianty se užívají názvy canso, canzone, chanson, cansion) je lyrická básnická forma, užívaná převážně v trubadúrské poezii, a to jako jedna z vůbec nejužívanějších trubadúrských básnických forem. Byla užívaná převážně v kurtoazní lyrice, typickém druhu milostné poezie.
Báseň této formy má většinou pět slok a poslání (envoi) na konci (někdy i další envoi na začátku). Všechny sloky kancóny mají stejný počet veršů a rýmují se na základě stejného schématu a mají stejné rýmy (u starších kancón je schéma komplikovanější: první dvě sloky se rýmují na tytéž rýmy, další dvě na další rýmy a poslední na jiné rýmy), nicméně počet veršů v každé sloce není pevně dán: 6, 12, 15 nebo 20 veršů, každá sloka se dále dělí na tři části, první část je libovolná, druhá část souvisí s první částí, třetí část nesouvisí ani s první, ani s druhou.
Kancóna vznikla patrně v Provence ve 12. století v literatuře trubadúrské, kde byla nesmírně hojně užívána, později se dostala do francouzské (ve francouzské literatuře se z ní vyvinuly formy chant royal a villonská balada, sama kancóna však zanikla) a italské literatury, kde ale byla forma dále upravována (větší počet slok, jiný způsob skládání, byl pro ni používán název canzone a byla jednou z nejužívanějších form). V Itálii kancónu užívalo mnoho významných básníků, mimo jiné Dante Alighieri a Francesco Petrarca. Dále je kancóna pod názvem cancion užívána v literatuře španělské. U nás téměř nebyla využívána, protože vyšla z použití ještě před vznikem české literatury.